# Станіслав Луск
Станіслав Луск (Stanislav Lusk, 12 листопада 1931 — 6 травня 1987) — чехословацький академічний веслувальник.
Олімпійський чемпіон 1952 року в складі розпашної четвірки зі стерновим, бронзовий призер 1960 року в складі вісімки, учасник 1956 року.
Чемпіон Європи 1953 (розпашні четвірки зі стерновим), 1956 (вісімки) років, срібний призер 1959 року в складі вісімки, бронзовий призер 1954 (розпашні четвірки зі стерновим), 1957 (вісімки) років.